# NGC 3776
NGC 3776 este o galaxie spirală situată în constelația Fecioara. A fost descoperită în 1886 de către Ormond Stone⁠(d).